# Übersee (Album)
Übersee ist das zweite Album der deutschen Brass-Band LaBrassBanda. Der Ort Übersee am Chiemsee ist der Herkunftsort der Bandmitglieder. Das Album erschien im Oktober 2009 beim Independent-Label Trikont, wurde von der Band selbst produziert und von Willy Löster im Tonstudio der Band aufgenommen. Es ist das erste Album der Gruppe, das eine Chartplatzierung erreichte. Das Album erschien als CD und als Schallplatte (inkl. MP3-Downloads).

## Hintergrund

### Stil
Auch das zweite Album der Chiemgauer Band brachte, wie bereits der Vorgänger Habediehre, große Definitionsschwierigkeiten bzgl. der Stilrichtung mit sich; Journalisten erfanden wieder neue Begriffe, um diese zu beschreiben, wie zum Beispiel „Kirchweih-Techno“ oder „Tuba-Funk“. Das Album enthält wieder einen Mix aus vielen verschiedenen Richtungen. So ist Bauersbua ein Rap, Des konnst glam kann dem Reggae zugeordnet werden und Bierzelt ist eher dem Pop-Rock zugehörig. Übersee zeigt insofern den gleichen musikalischen Stil wie das Debütalbum.

### Erfolg und Texte
Nachdem das Debütalbum noch nicht direkt in den Charts erschienen war, stellt das Einsteigen von Übersee auf Platz 39 der deutschen Albencharts einen großen Erfolg für die Band dar. Die große Zahl an erfolgreich absolvierten Liveauftritten sowohl vor als auch nach dem Erscheinen des Albums trug zum stetig wachsenden Bekanntheitsgrad der fünf Musiker bei. Trotzdem verließ Übersee das Ranking bereits wieder nach vier Wochen.
Während Habediehre noch fast zur Hälfte aus instrumentalen Stücken bestand, haben auf diesem Album bis auf Nanana und Ofree alle Lieder Texte, die wieder in bayerischer Mundart gesungen sind und von der Band selbst geschrieben wurden. Die Themen der Texte sind auf diesem Album breit gefächert. Während früher Beziehungen eine sehr große Rolle in den Texten einnahmen, handeln die Lieder jetzt auch von anderen, alltäglichen Dingen. Teilweise sehr nachdenkliche Titel wie Doda Hos oder Rotes Hoserl verleihen dem Album eine größere Ernsthaftigkeit.

## Titelliste
1. Bierzelt – 4:21
2. Rotes Hoserl – 3:42
3. Ringlbleame – 2:57
4. VW-Jetta – 3:43
5. Bauersbua – 3:55
6. Des konnst glam – 3:42
7. Ofree – 4:49
8. Sketches – 3:31
9. Inter Mailand – 3:58
10. Nanana – 4:30
11. Ragga – 3:42
12. Deyda – 6:53
13. Doda Hos – 4:49

## Rezeption
Wie schon das vorhergehende Album erhielt Übersee einen Eintrag in der „Top-of-the-World-Album“-Liste des Songlines Magazine. Das Londoner Musikmagazin setzte das Album auf Platz fünf. Redakteur Lemez Lovas vergab fünf von fünf Sternen und schrieb:

„[With] Übersee, LaBrassBanda might just have delivered the surprise underground hit of the year. […] It’s fresh, confident and totally unlike anything else out there.“

„Mit Übersee haben LaBrassBanda wahrscheinlich den ‚Underground‘-Hit des Jahres geliefert. (…) Es ist frisch, selbstsicher und komplett anders als alles Andere .“

Das Label Indigo meint zum Album Übersee:

„[G]anz nebenbei weiß man plötzlich, was bayerische Blasmusik auch sein kann: zuckende Offbeats, wummernde Bässe [und] ungenierte Texte.“